# Katastrofa lotnicza na Obidowcu

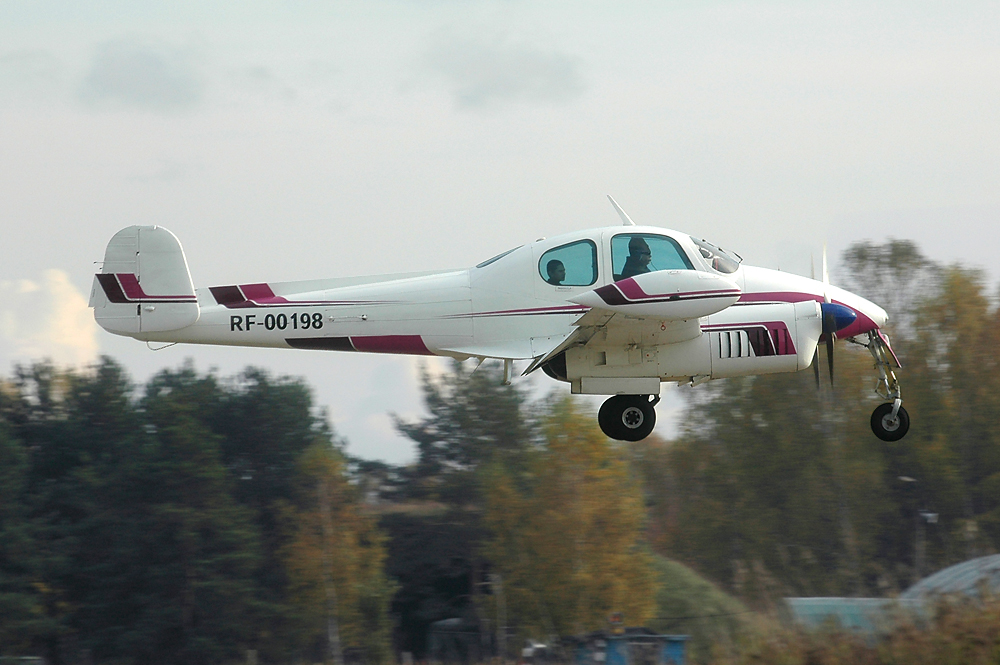
Let L-200 Morava – tego typu samolot rozbił się na Obidowcu

Katastrofa lotnicza na Obidowcu – katastrofa lotnicza na grzbiecie Obidowca (w kierunku Turbacza), w Gorcach, która miała miejsce 25 maja 1973 roku. Rozbiciu uległ dwusilnikowy samolot sanitarny Let L-200 Morava.

## Przebieg katastrofy
Samolot odbywał lot z Gdańska do Kielc, a następnie z Kielc do Nowego Targu, dokąd transportował chore dziecko, które z lotniska w Nowym Targu miało zostać przetransportowane do szpitala w Rabce-Zdroju.
Lot odbywał się w trudnych warunkach atmosferycznych, przy silnych opadach śniegu. W akcji ratunkowej brała udział grupa podhalańska Górskiego Ochotniczego Pogotowia Ratunkowego z Rabki-Zdrój.
W katastrofie zginęła matka transportowanego dziecka. Pilot doznał poważnego urazu kręgosłupa. Dziecko uniknęło większych obrażeń.

## Upamiętnienie
W miejscu katastrofy, przy czerwonym szlaku turystycznym prowadzącym ze schronisko PTTK na Starych Wierchach do schroniska PTTK na Turbaczu, postawiony jest symboliczny pomnik, złożony ze szczątków samolotu. Do ażurowego krzyża przytwierdzona jest blacha poszycia samolotu, okrągła tarcza ze znakiem Czerwonego Krzyża oraz fragment śmigła. Na śmigle znajduje się wymalowany farbą napis:

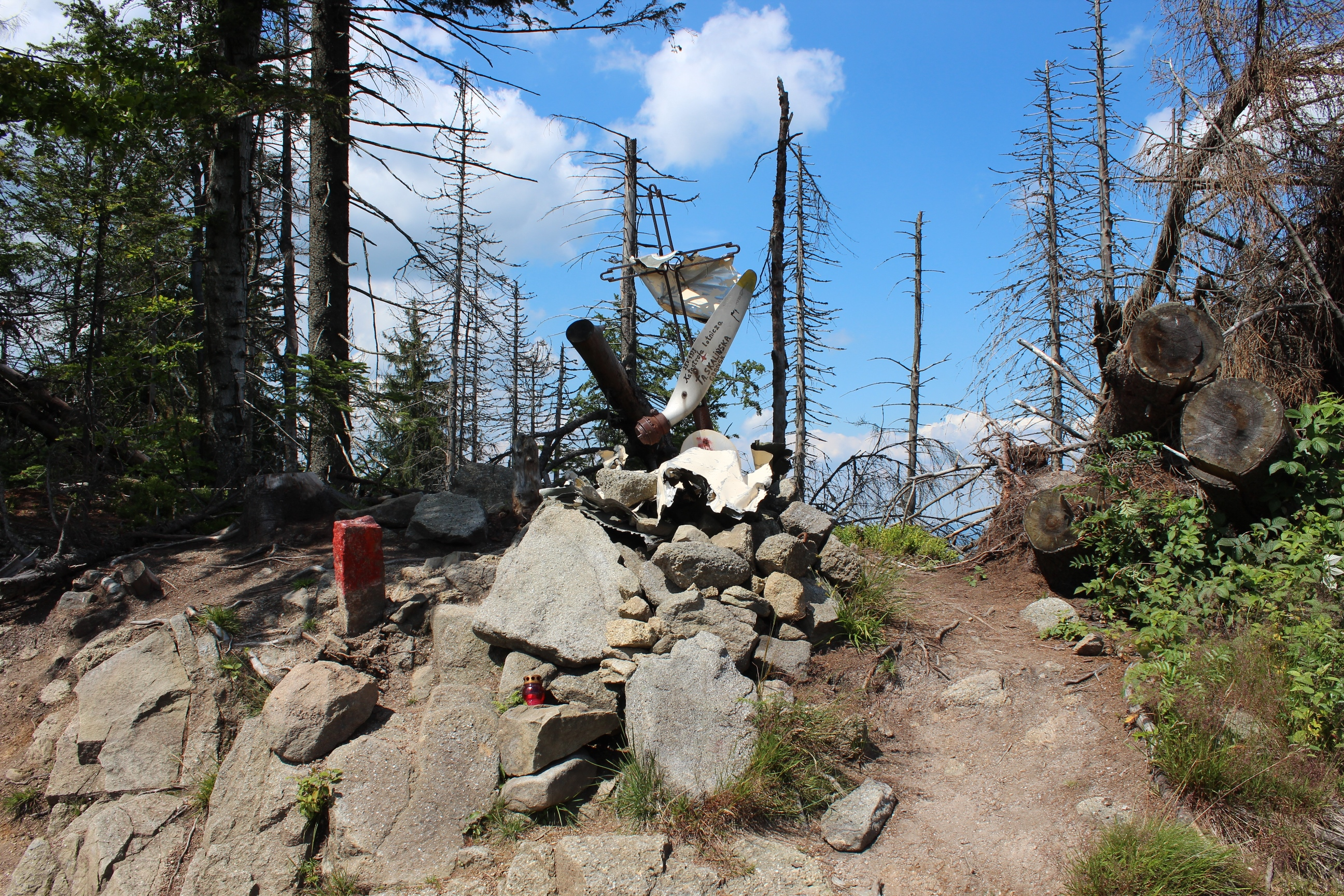
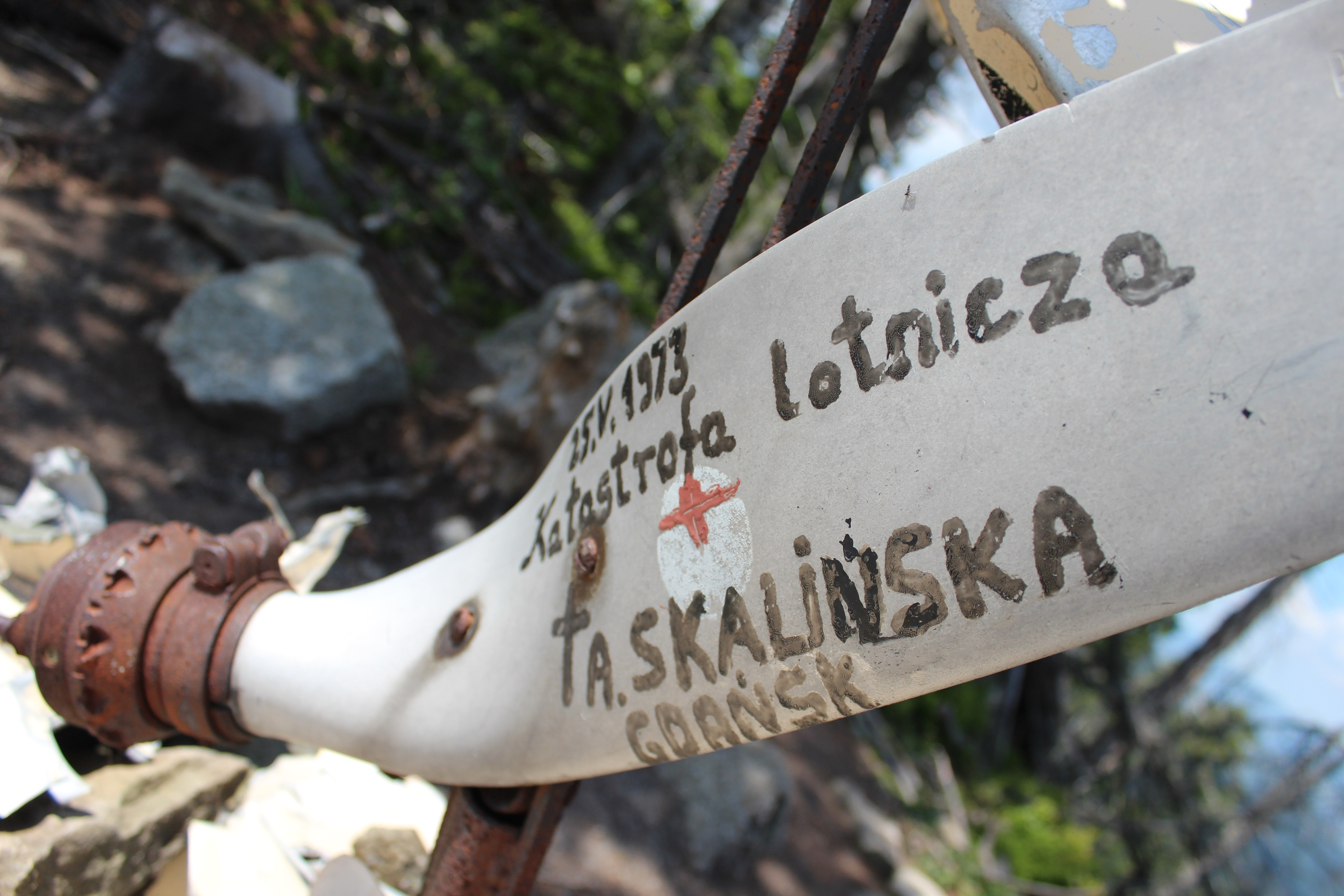
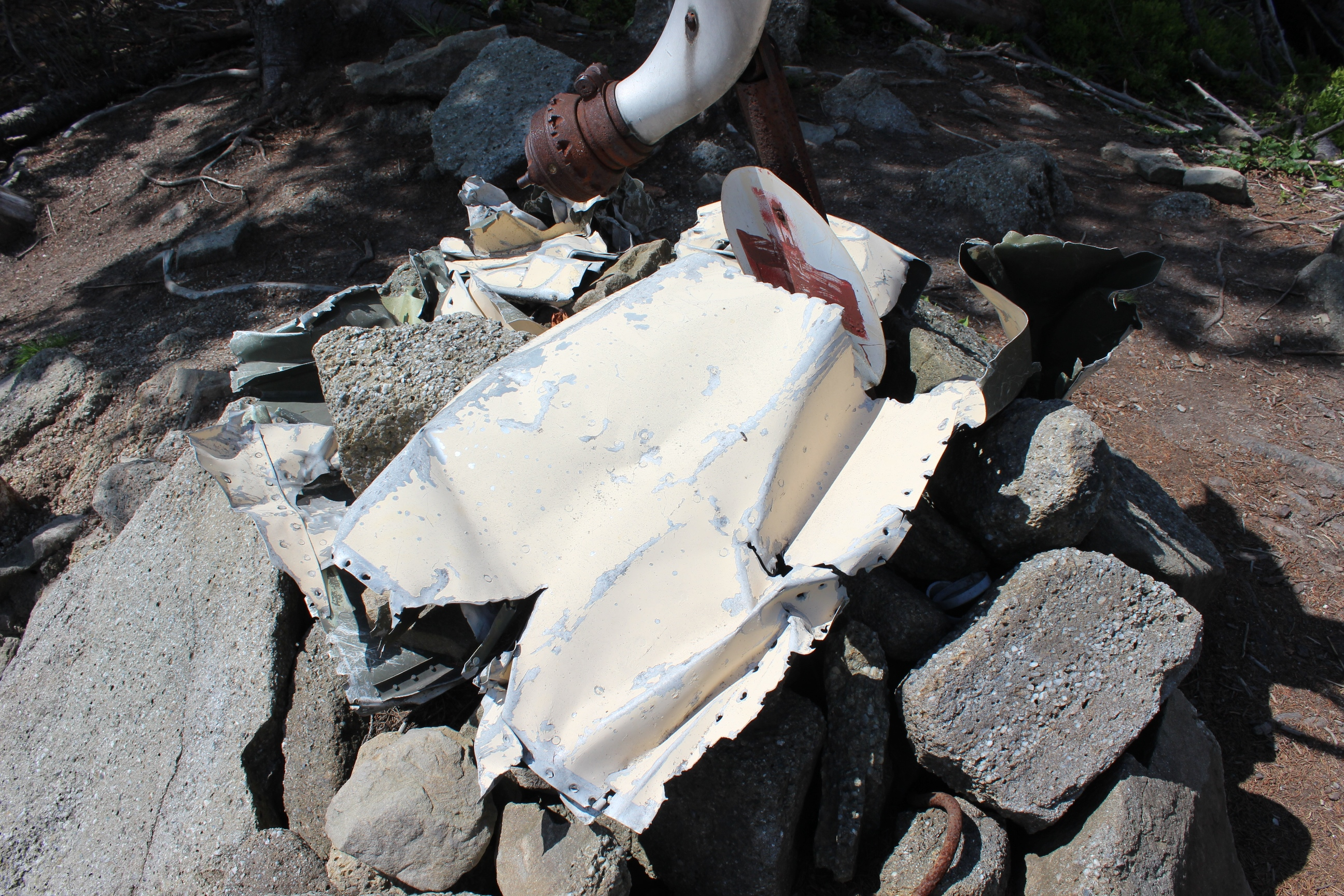
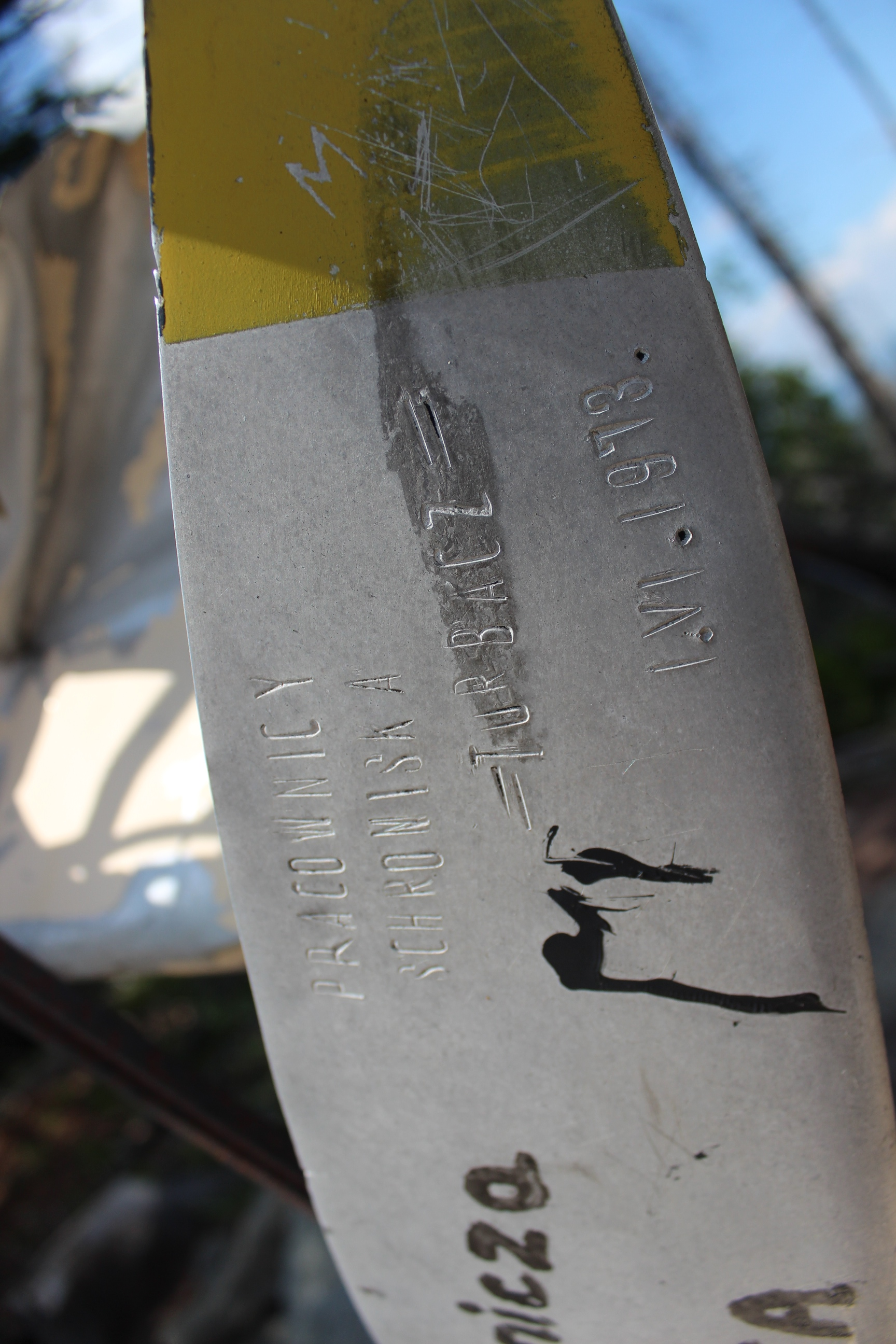
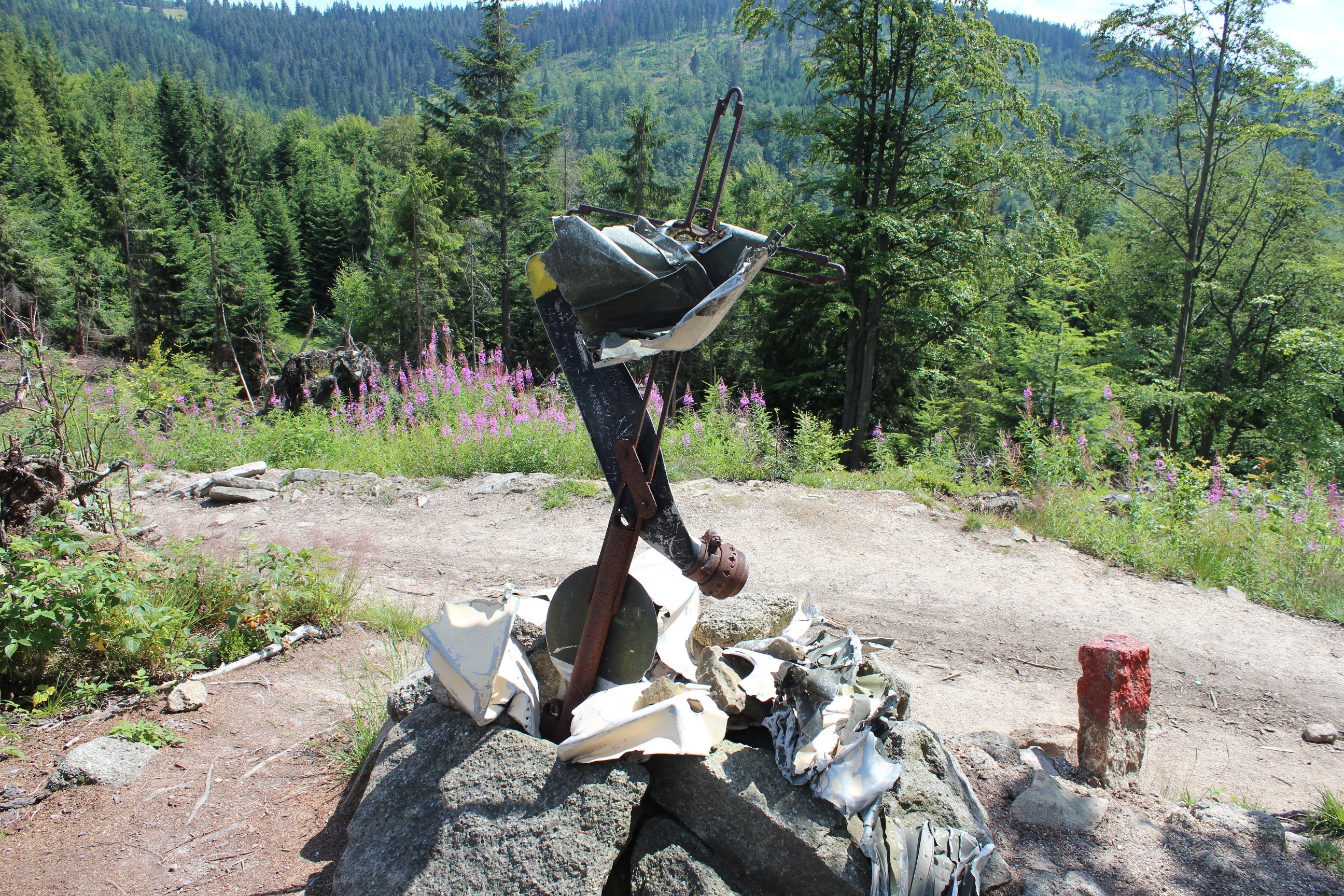

25.V.1973 / Katastrofa lotnicza / † A. SKALIŃSKA / GDAŃSK

oraz wybity:

PRACOWNICY / SCHRONISKA / = TURBACZ = / 1.VI.1973